# Oxcarbazepine
Oxcarbazepine is een geneesmiddel voor de behandeling van epilepsie. Het is een derivaat van carbamazepine, met een keton in plaats van een dubbele koolstof-koolstofbinding op positie "10" in de dibenzoazepinestructuur. Het is een prodrug, hetgeen betekent dat het zelf geen farmaceutisch actieve stof is; maar nadat het is ingenomen, wordt het snel en bijna volledig omgezet in de actieve metaboliet 10-hydroxycarbamazepine (licarbazepine), waarvan de (S)-enantiomeer, eslicarbazepine ((S)-licarbazepine), de eigenlijke actieve stof is.
Oxcarbazepine is sinds 1991 internationaal op de markt. Het wordt verkocht door Novartis onder de merknaam Trileptal en is ook als generiek geneesmiddel verkrijgbaar (het middel is niet meer beschermd door een octrooi).
Oxcarbazepine wordt voorgeschreven voor de behandeling van partiële epilepsie met of zonder secundaire veralgemening, bij volwassenen of kinderen vanaf 6 jaar. Het kan worden voorgeschreven in de plaats van carbamazepine wanneer dit laatste middel onvoldoende werkt of onaangename bijwerkingen heeft.
De belangrijkste bijwerkingen van oxcarbazepine zijn: misselijkheid, slaperigheid, dubbelzien en te weinig natrium in het bloed (hetgeen zich onder meer uit in plotse hevige vermoeidheid, sufheid, verminderde eetlust, braken en diarree).
Er is in 2009 een andere prodrug van eslicarbazepine op de markt verschenen, namelijk eslicarbazepineacetaat